# Kamen Rider The First
Kamen Rider: The First (仮面ライダー THE FIRST Kamen Raidā Za Fāsuto, Masked Rider: The First)  là một bộ phim siêu anh hùng tokusatsu của Nhật Bản năm 2005. Bộ phim là chuyển thể của loạt phim truyền hình Kamen Rider, mặc dù có nhiều khác biệt giữa bộ phim và phiên bản gốc năm 1975; tuy nhiên, một số trong số này là do sự phụ thuộc chặt chẽ hơn vào bộ truyện tranh Kamen Rider gốc của Shotaro Ishinomori. Kịch bản được viết bởi Toshiki Inoue và đạo diễn bởi Takao Nagaishi, bộ phim có sự tham gia của Masaya Kikawada trong vai Takeshi Hongo / Kamen Rider 1 và Hassei Takano trong vai Hayato Ichimonji / Kamen Rider 2.
Bộ phim được phát hành vào ngày 5 tháng 12 năm 2005, mặc dù nó đã có một vài buổi chiếu sớm ở Tokyo trong hai tháng trước, bắt đầu vào ngày 23 tháng 10, tại Liên hoan phim Tokyo. Nó được phát hành trên DVD vào ngày 21 tháng 4 năm 2006. Nhà phân phối anime - Media Blasters đã phát hành bộ phim có phụ đề trên DVD vào ngày 3 tháng 4 năm 2007.
Bài hát chủ đề của bộ phim là "Bright! Our Future" của Da Pump, mặc dù phần mở đầu có một phần nhỏ của bài hát chủ đề Kamen Rider gốc, "Let's Go !! Rider Kick", được hát bởi Masato Shimon.
Bộ phim được sản xuất bởi Ishinomori Productions và Toei, người cũng đã sản xuất mọi bộ phim truyền hình và phim trước đó trong loạt phim Kamen Rider. phần tiếp theo là Kamen Rider: The Next.

## Nội dung
Sinh viên đại học Takeshi Hongo bị bắt cóc vào tổ chức khủng bố Shocker (Vương quốc linh thiêng của cõi tiến hóa chu kỳ), dưới bàn tay của một cyborg Inhumanoid (Kaijin) được gọi là Bat. Ở đó, anh ta trải qua ca phẫu thuật tái tạo đau đớn, biến anh ta thành một con người vô tính. Không giống như loạt phim gốc, anh ta không trốn thoát trước tình trạng tâm thần của Shocker và trở thành một trong những người lính của họ, biệt danh là "Hopper". Anh ta thực hiện một nhiệm vụ thành công và gặp gỡ các Đại lý chính của Shocker, bao gồm cả Tiến sĩ Shinigami. Hongo nhận được mệnh lệnh của mình, Giết những kẻ đã nhìn thấy những người lính của Shocker. Tuy nhiên, điều mà anh ta không nhận ra là hai nhân chứng là nhà báo đã phỏng vấn anh ta trước khi anh ta bị bắt cóc, Asuka Midorikawa (Rena Komine) và chồng chưa cưới Katsuhiko Yano (Hassei Takano). Tấn công hai người cùng với người lính Shocker Spider, chính tại đây, Hongo nhớ về con người của mình và có một bản hùng ca liên quan đến những gì anh ta nên làm. Bất chấp nỗ lực của mình, Katsuhiko bị Spider giết, và Asuka tìm thấy Hongo bên cạnh xác. Đổ lỗi cho anh về cái chết của Katsuhiko, cô bắt đầu theo dõi anh, cố gắng xác định tại sao người mà cô nghĩ là một sinh viên đại học bình thường lại là một kẻ giết người.
Trong khi đó, tại trụ sở của Shocker, tiết lộ rằng những người trải qua điều trị của Shocker cần truyền máu định kỳ, vì sợ họ từ chối các thành phần điều khiển học của họ. Mặc dù Hongo dường như thiếu nhu cầu truyền máu, anh ta bị Shocker gán cho là "kẻ phản bội" và phải bị tiêu diệt. Chính tại đây, Tiến sĩ Shinigami tiết lộ kế hoạch của mình là tạo ra một người lính thứ hai dựa trên thiết kế của Hopper để thực hiện công việc. Hongo, hiện đã từ bỏ Shocker, đến thăm Tōbei Tachibana, người đưa cho anh chiếc xe máy của mình, Cyclone. Anh ta sau đó có thể đánh bại Spider. Asuka gặp Hayato Ichimonji, người giống hệt với chồng chưa cưới của cô, người mà cô nghĩ đã chết. Anh tiết lộ rằng "Katsuhiko Yano" là một bí danh. Điều anh ta không nói với Asuka là anh ta đã bị Shocker bắt cóc và biến thành Hopper thứ 2. Nhiệm vụ của anh ta: đánh bại Hongo bằng bất cứ giá nào.
Bộ phim cũng có một phần phụ, xen kẽ trong suốt. Nó liên quan đến hai bệnh nhân bệnh viện bị bệnh nan y, những người có cơ hội sống sau lời đề nghị của Shocker. Cặp đôi được đưa đến căn cứ đảo của Shocker, nơi họ cười và chơi đùa dưới con mắt thận trọng của biểu tượng con chim nham hiểm của Shocker. Chỉ sau đó, nó được tiết lộ rằng phần này của bộ phim đã là một đoạn hồi tưởng, diễn ra khoảng một năm trước. Cả hai đã trải qua quá trình cấu hình lại và nổi lên trong câu chuyện hiện tại là lính Shocker Cobra và Snake, người đã gán cho Ichimonji một kẻ phản bội vì đã thất bại trước Shocker bằng cách đặt tình cảm của mình cho Asuka trước tiên.
Cuối cùng, các kỵ sĩ hợp sức sau khi Bat cố gắng bắt cóc Asuka và biến cô thành một con người khổng lồ, khiến Ichimonji nổi giận đủ để khiến anh ta phải bật lên những người chủ cũ của mình. Họ đánh bại ba lính cyber của Shocker tại căn cứ đảo của họ, nhưng Shinigami và các Đặc vụ lớn khác đã sống sót, và họ đã sẵn sàng cho một cơ sở hoạt động mới trong khi lập kế hoạch mới để loại bỏ Riders, một lần và mãi mãi.

## Khác biệt giữa bản gốc và phim chiếu rạp
- Bộ phim có rất nhiều yếu tố từ loạt phim truyền hình gốc trải dài từ đầu đến cuối, mặc dù một vài trong số đó mâu thuẫn với thời gian của bộ phim. Hongo Takeshi ban đầu phải lái xe máy của mình với tốc độ cao để cung cấp năng lượng cho Typhoon Belt của mình và biến thành Kamen Rider trong khi Ichimonji Hayato có thể cung cấp năng lượng cho Typhoon bằng chuyển động của cánh tay. Mặc dù Hongo cuối cùng đã có thể làm điều tương tự, phiên bản điện ảnh có thể làm điều đó ngay từ đầu. Phong trào henshin của các kỵ sĩ cũng khác với loạt thực tế. Trong sê-ri, Hongo và Ichimonji thực hiện một loạt các động tác vẫy tay đầy phong cách, sau đó nhảy lên không trung để hoàn thành việc biến đổi. Trong bộ phim này, họ chỉ cần mở áo khoác da (hoặc áo polo, trong một trong những trường hợp của Ichimonji), để lộ Typhoon Belt (và áo giáp cơ thể của họ), sau đó chụp mũ bảo hiểm và mặt nạ trên đầu để biến đổi. Những chuyển động này được thực hiện sau đó trong phim, nhưng chủ yếu chỉ là những tư thế sặc sỡ không có liên quan đến sự biến đổi của chúng.  Tiến sĩ Shinigami xuất hiện từ đầu bộ phim, mặc dù trong loạt phim gốc, ông đã xuất hiện sau thất bại của Đại tá Zol, vị tướng Shocker đầu tiên.  Nhân vật của Hayato Ichimonji đã được viết lại hoàn toàn. Trong sê-ri phim truyền hình, Ichimonji là một nhiếp ảnh gia bị bắt cóc để trở thành Kamen Rider mới của Shocker, mặc dù anh đã được Takeshi Hongo giải cứu trước khi anh có thể bị tẩy não; Hai người là đồng minh ngay từ đầu. Trong phim, Ichimonji ban đầu là Katsuhiko Yano, người yêu của Asuka Midorikawa. Katsuhiko đã bị giết bởi Spider, và Hongo / Hopper đã đóng khung cho nó. Xác chết của Katsuhiko đã được phục hồi và biến thành một cyborg tương tự như Hongo. Não anh bị thay đổi khi tin rằng anh là một người đàn ông tên Hayato Ichimonji để tranh giành tình cảm của Asuka. Ichimonji ban đầu là kẻ thù của Takeshi, và sau đó là một đồng minh do dự. Anh ta biến mất vào cuối phim, để lại mũ bảo hiểm trên đường.  Asuka Midorikawa có cùng họ với một trong những giáo sư của Hongo từng làm việc cho Shocker, Giáo sư Midorikawa. Trong sê-ri gốc, chính Giáo sư Midorikawa đã cứu Hongo trước khi anh ta bị phẫu thuật não bằng cách cung cấp sự xao lãng để cho phép Hongo trốn thoát, cuối cùng bị Nhện giết chết. Asuka cũng có sự tương đồng với con gái của giáo sư Midorikawa, Ruriko; cả hai đã chứng kiến cái chết của những người thân yêu đáng kính của mình (Giáo sư Midorikawa cho Ruriko, cha của cô và Katsuhiko Yano cho Asuka, là chồng chưa cưới của cô) bằng chính đôi mắt của mình và ban đầu nghĩ rằng Hongo là kẻ gây ra. Cuối cùng cả hai đã tìm ra sự thật và tha thứ cho Hongo.

## Diễn viên
- Masaya Kikawada - Takeshi Hongo (本郷 猛 Hongō Takeshi?)
- Hassei Takano - Hayato Ichimonji, Katsuhiko Yano (一文字 隼人, 矢野 克彦 Ichimonji Hayato, Yano Katsuhiko?)
- Rena Komine - Asuka Midorikawa (緑川 あすか Midorikawa Asuka?)
- Hiroshi Miyauchi - Tobei Tachibana (立花 藤兵衛 Tachibana Tōbei?)
- Eiji Wentz - Haruhiko Mitamura (三田村 晴彦 Mitamura Haruhiko?)
- Ryoko Kobayashi - Miyoko Harada (原田 美代子 Harada Miyoko?)
- Mayumi Sada - Shocker Staff: Lady (ショッカー幹部・美女 Shokkā Kanbu Bijo?)
- Issa Hentona - Shocker Staff: Youth (ショッカー幹部・若者 Shokkā Kanbu Wakamono?)
- Hideyo Amamoto - Shocker Staff: Elderly Gentleman (Dr. Shinigami) (ショッカー幹部・老紳士 Shokkā Kanbu Rōshinshi?)[1]
  - Eiji Maruyama - the voice of Shocker Staff: Elderly Gentleman (Dr. Shinigami)
- Itsuji Itao - Spider (スパイダー Supaidā?)
- Kanji Tsuda - Bat (バット Batto?)
- Renji Ishibashi - The Member of the House of Representatives (代議士 Daigishi?)
- Hirotaro Honda - The Private Secretary (秘書官 Hishokan?)
- Hitomi Nakahodo - Megumi (めぐみ Megumi?)
- Katsumi Shiono - Shocker Combatmen (ショッカー戦闘員 Shokkā Sentōin?, Voice)

## Bài hát
Opening

- "Let's Go!! Rider Kick" (レッツゴー！！ライダーキック Rettsu Gō!! Raidā Kikku?)
  - Lyrics: Shotaro Ishinomori
  - Composition & Arrangement: Shunsuke Kikuchi
  - Artist: Koichi Fuji

Ending

- "Bright! our Future"
  - Lyrics: ISSA
  - Composition: ISSA & YUKINARI
  - Arrangement: YUKINARI & UNAShinji Tanahashi
  - Artist: Da Pump